# ショーン・リー (ラインバッカー)
ショーン・リー(Sean Patrick Lee , 1986年7月22日 -)は、ペンシルバニア州ピッツバーグ出身の元アメリカンフットボール選手。現役時代に一貫してダラス・カウボーイズに所属していたフランチャイズ・プレイヤーであった。ポジションはラインバッカー。

## プロ加入前まで
Craig LeeとJennifer Leeの次男としてピッツバーグ南西部の町Upper St. Clairにて誕生した。兄のConnorもピッツバーグ大学のアメフトチームでキッカーとして活躍し、妹のAlexandraも高校でアスリートとして活躍したアスリート兄妹である。また祖父のDonald J. Leeは西ピッツバーグ地方裁判所の連邦判事である。
地元の高校であるUpper St. Clair High Schoolに進学しマルチプレイヤーとして高校のスター選手だった。バスケットチームではポイントガードとして3年間スターターを務め、最終年度には平均21.2得点・9.1リバウンド・3.2アシストの好成績で地区優勝も果たしている。アメフトチームではセイフティとして活躍し、ラッシュ1,240ヤード・21タッチダウン・95タックル・4ピックを記録した。。
高校卒業後にペンシルベニア州立大学に進学し、Joe Paternoコーチ率いる大学のアメフトチーム「Nittany Lions」に加入しアウトサイドラインバッカーとして活躍、2年目までに138タックルを記録し全メンバー中2位となり、2年目にはビッグ・テン・カンファレンスの2ndチームにも選出。イリノイ大学戦ではシーズンハイの17タックル、また3試合連続で10タックル以上を記録し、シーズン中に2インターセプト・3ファンブルフォースを獲得した。
しかし3年目の2008年にシーズン前のスプリングトレーニングで前十字靭帯断裂の大怪我を負い2008年シーズンは全休となるが、チームメイトからチームのキャプテンとなる事を立候補されキャプテンとなる。リハビリの間は学生アシスタントコーチとして全練習に参加し、試合の際も他の選手と同様ユニフォームとヘルメットを被ってフィールド外から声援・指示を送った。
2009年に再度キャプテンとしてチームを率いた。
大学での受賞歴・記録
- 2007 Alamo Bowl Defensive MVP
- Third-team Athlon Sports pre-season All-Big Ten [2]
- Second-team Sporting News pre-season All-Big Ten Six Nittany Lions Named To The Sporting News’ All-Big Ten Team
- ビッグ・テン・カンファレンスDefensive Player of the Week (2007年9月1日のフロリダ国際大学戦および2009年9月19日のテンプル大学戦にて)[3][4]
- ビッグ・テン・カンファレンスDefensive Player of the Week (2007年11月3日のパデュー大学戦にて、現セントルイス・ラムズのジェームズ・ロウリネイティスと共に)

## NFL
2010年
2010年のNFLドラフトの前に行われたスカウティング・コンバインにて、リーは以下を記録し、NFLドラフトアナリストのMike Mayockは「ドラフト1巡目後半でLeeが選ばれても驚かないだろう。恐らく2巡目前半にセレクトされると思う。非常に良い選手だ」と評価していた。
| 6 2?                                                   | 236 lb (107 kg) | 4.72 s | 1.61 s | 2.63 s | 4.16 s | 6.89 s | 37.5 in (95 cm) | 10 ft 0 in (3.05 m) | 24 回 |
| ペンシルバニア州のPro Dayでの結果(20ss及び3coneは除く) |                 |        |        |        |        |        |                 |                     |       |

カレッジフットボールで2年間両ひざに大怪我をしていた事もあったが、ダラス・カウボーイズから2010年のドラフトに2巡目55番目にて指名された。カウボーイズはリーを獲得するために59番目の指名権をフィラデルフィア・イーグルスが持つ55番目の指名権とトレードした(カウボーイズの125番目の指名権を譲渡)。当時カウボーイズのヘッドコーチだったWade Phillipsはリーについて「カウボーイズの3-4ディフェンスで、リーは両サイドのラインバッカーも出来る」と評した。
トレーニングキャンプ中は膝のケガに悩まされ、フィールド練習には中々参加出来なかった。
シーズン中には2010年12月5日のペイトン・マニング率いるインディアナポリス・コルツ戦で、2インターセプト・1リターンタッチダウンを記録しオーバータイムでのフィールドゴールでの勝利を呼び込むプレイなどにより「 NFC Defensive Player of the Week 」と「Pepsi NFL Rookie of the Week」に選出された。
2011年
ラインバッカーのスターターに昇格したリーは、ディフェンス・コーディネーターRob Ryanの戦術に適応していき、開幕戦のニューヨーク・ジェッツ戦でQBマーク・サンチェスからインターセプトを奪い(キャリア通算3インターセプト目)、ワシントン・レッドスキンズとのマンデーナイトフットボールにて、レックス・グロスマンからインターセプト及び残り1分でファンブルリカバリーを獲得など重要なプレイを行い18-16の勝利を呼び込んだ。
第3週までに36タックル、2インターセプト、2ファンブルリカバリー、1ヤードロスタックル、3パスブレイクアップを記録し、カウボーイズの選手としては初めて「NFC Defensive Player of the Month」を受賞した。
7戦目に当たるフィラデルフィア・イーグルスとの試合で、イーグルスのQBマイケル・ヴィックのヘルメットに左手がぶつかり左手首が脱臼し(シーズン終了後に手術する事となった)、第8戦はこの影響で欠場した。7戦目までリーは51タックルを獲得しチーム内で1位となっており、2位のGerald Sensabaughの36タックルより15タックルも引き離していた。また3インターセプトもチーム1位の記録であり、チーム内で7戦と通して1個以上のインターセプトを獲得していた唯一のプレイヤーだった。
2011年シーズンは、131タックルでチーム1位、4インターセプトと8タックルロスで同数1位とチームをリードし、トム・ブレイディとペイトン・マニングからインターセプトを奪った2番目のラインバッカーとなった。
またニューヨーク・ジャイアンツ戦では10タックル、2アシスト、David Wilsonからのファンブルフォースを奪うなど素晴らしい試合内容となり、シアトル・シーホークスとのシーズン2回目の対戦では21タックルを記録し、1971年にLee Roy Jordanが記録した21タックルのチーム記録と並んだ。またカロライナ・パンサーズ戦にて右足の親指を負傷し途中交代した。
2013年
サンディエゴ・チャージャーズとの第4週目の試合で、リーは18タックルと、キャリア2つ目のインターセプトタッチダウン(52ヤード)を獲得。10月には52タックル(うち3タックルロス)及び3インターセプトを記録。第8週目のデトロイト・ライオンズ戦では2インターセプトを記録しそのうちの1インターセプトはキャリアハイの74ヤード・インターセプトとなった。これらの活躍により10月の「NFC Defensive Player of the Month」に選ばれている。
2014年
3月27日のチーム合同練習(OTA)中に、オフェンスラインマンのZack Martinのブロックを受けた際に自身3回目の前十字靭帯断裂を再発、2014年シーズンを全休する事になった。7月2日に怪我によるリザーブ選手となり、代わりにJustin Durantが出場となった。
2015年
第2週のフィラデルフィア・イーグルス戦において、14タックル・1インターセプトを記録しカウボーイズの勝利(スコア：20-10)に貢献し、NFC Defensive Player of the Weekに選ばれた。
また最終戦のワシントン・レッドスキンズ戦において、出場すれば年間出場試合数80%以上のボーナスにより200万ドルが年俸に加算される契約だったが、ハムストリングの怪我により「チームに貢献出来るプレイが出来ない」と自ら出場辞退を選択してボーナスを破棄し話題となった。
2016年
リーはカウボーイズのディフェンス陣をリードし、シーズン13勝3敗の好成績を後押しした。タックル数はシアトル・シーホークスのラインバッカーBobby Wagnerに次ぐNFL2位の145を記録し、自身キャリア初のFirst-team All-Proに選らばれた。また2度目のプロボウルにも選考された(カロライナ・パンサーズのラインバッカールーク・キークリーの負傷による交代)。
2017年
NFL Top 100 Players of 2017において、リーは79位にランクされた。
2018年
シーズンでは7試合の出場にとどまり30タックルを挙げた。
2019年
このシーズンは16試合出場を果たし、86タックるを記録した。
2020年
このシーズンはヘルニアの手術を受けたこともあり、9試合の出場にとどまった。
シーズンオフに現役引退を表明した。